# Бомбардировка Турана (1847)
Бомбардировка Турана (15 апреля 1847 г.) была военно-морским инцидентом, произошедшим во время короткого правления вьетнамского императора Тиу Тру (1841—1847 гг.), В результате которого отношения между Францией и Вьетнамом значительно ухудшились. Французские военные корабли Gloire и Victorieuse, которые были отправлены в Туран (ныне Дананг) для переговоров об освобождении двух французских католических миссионеров, были без предупреждения атакованы несколькими вьетнамскими судами. Два французских корабля дали отпор, потопив четыре вьетнамских корвета, сильно повредив пятый и нанеся чуть менее 230 жертв. В ответ на эту и другие провокации французы в конце концов решили активно вторгнуться во Вьетнам, а десятилетие спустя начали Кохинхинскую кампанию (1858—1862 гг.), положившую начало периоду французского колониального правления во Вьетнаме.

## Предпосылки
Французские миссионеры действовали во Вьетнаме с семнадцатого века, и к середине девятнадцатого века в Аннаме и Тонкине было около 300 000 новообращенных католиков. Большинство их епископов и священников были либо французами, либо испанцами. Большинство вьетнамцев не любили и подозревали эту многочисленную христианскую общину и её иностранных лидеров. Французы, наоборот, стали чувствовать ответственность за свою безопасность. Во время правления вьетнамских императоров Минь Монга(1820—1841 гг.) и Тиу Тру (1841—1847 гг.) католическим миссионерам было запрещено жить и работать во Вьетнаме, а несколько европейских миссионеров, проигнорировавших этот указ, были либо изгнаны, либо, в некоторых случаях, казнены.
Капитанам французских военно-морских сил на Дальнем Востоке было дано указание вести переговоры с вьетнамскими властями, когда такие случаи имели место. В двух случаях они вмешались со значительным успехом. 25 февраля 1843 года капитан де фрегат Фавен-Левек, капитан французского военного корабля «Геройн», бросил якорь у Дананга, чтобы ходатайствовать об освобождении пяти миссионеров, задержанных в Хюэ на два года. После долгих и разочаровывающих переговоров пятеро миссионеров были освобождены. В 1845 году французский корвет "Алкмен " (capitaine de frégate Fornier-Duplan) отправился в Туран, чтобы просить об освобождении Доминика Лефевра, французского апостольского викария Нижней Кохинхины, который содержался в заключении в Хуэ. И снова вьетнамцы удовлетворили просьбу французов, и Лефевр был освобожден.

## Бомбардировка
Вмешательство 1845 года было заказано адмиралом Сесиль, старшим французским военно-морским офицером на посту. В 1847 году Доминик Лефевр тайно вернулся во Вьетнам. Он и ещё один миссионер, Дюкло, были заключены в тюрьму. Арест двух миссионеров спровоцировал дальнейшую конфронтацию между вьетнамскими правителями и кораблями французского флота, которым было поручено защищать интересы римско-католических миссионеров во Вьетнаме.
В марте 1847 года Сесиль отправила в Туран 54-пушечный фрегат Gloire и 24-пушечный корвет Victorieuse с указанием вести переговоры об освобождении двух заключенных французских миссионеров и добиваться от вьетнамских властей обязательства разрешить католикам во Вьетнаме свободу вероисповедания.
Вероятно, потому, что вьетнамцы сочли возвращение Лефевра во Вьетнам преднамеренной провокацией со стороны французов, переговоры провалились. Обсуждения затянулись безрезультатно, и 15 апреля 1847 года шесть вьетнамских корветов атаковали два французских корабля в заливе Туран. В последовавшем за этим коротком бою французы потопили четыре вьетнамских корвета и вывели из строя пятый, а также нанесли почти 1200 потерь превосходящим их вьетнамским морякам.
По словам французов, вьетнамцы затянули переговоры, чтобы выиграть время для сбора флота, а затем без предупреждения вероломно атаковали два французских военных корабля. Полковник Альфред Томази, историк французского завоевания Индокитая, также утверждал, что вьетнамцы первыми попытались заманить французских офицеров на смерть:
Тиу Тро, возмущенный этим вмешательством, решил закончить дело внезапным нападением. Его план состоял в том, чтобы пригласить французских офицеров на банкет и убить их, а затем сжечь и потопить корабли. Но комендант Лапьер был настороже и отклонил приглашение. Мандарины, видя, что первая часть их программы сбилась с пути, перешли ко второй. Они атаковали.
Томази дал следующее описание битвы в заливе Туран:
Постепенно аннамский военный флот в составе пяти корветов с крытыми батареями, нескольких кирпичей и большого количества джонок собрался в бухте и однажды утром без предварительного предупреждения атаковал французские суда. Они, так как их вооружение было намного лучше, без труда уничтожили весь вражеский флот, но после этого им пришлось отправиться в путь, бросив христиан на растерзание их преследователям.
Лефевр был освобожден вьетнамскими властями либо до, либо вскоре после битвы (источники расходятся).

## Значение
Поражение вьетнамского флота при Туране ярко продемонстрировало технологическое превосходство французских военных кораблей над устаревшими кораблями вьетнамского флота. В глазах многих вдумчивых вьетнамцев это продемонстрировало, что слепая приверженность королевства ценностям и традициям прошлого сделала его болезненно уязвимым для европейского принуждения, и подстегнуло призывы к модернизации.
Преследование христиан в конечном итоге дало Франции предлог для нападения на Вьетнам. Напряжение нарастало постепенно. В 1840-х годах преследование римско-католических миссионеров во Вьетнаме вызывало лишь спорадические и неофициальные французские репрессалии, такие как те, что были предприняты де Лапьером и Риго де Женуйи в 1847 году. Однако в 1857 году казнь двух испанских католических миссионеров императором Ту Оком привела непосредственно к французской интервенции во Вьетнаме. В сентябре 1858 года в Дананге высадилась совместная французско-испанская военно-морская экспедиция. Его командиром был адмирал Шарль Риго де Женуйи, один из двух французских военно-морских капитанов, причастных к инциденту 1847 года. Возникшая в результате кампания Кохинхины открыла эру французского колониального правления во Вьетнаме.

## Рекомендации
- Эдуи, П., История Индокитая (Альбин Мишель, 1998 г.)ISBN 2-226-09965-4
- Томази, А., Завоевание Индокитая (Париж, 1934 г.)
- Томази, А., Военная история французского Индокитая (Ханой, 1931 г.)
- Такер, Южная Каролина, Вьетнам (Университетское издательство Кентукки, 1999 г.)ISBN 0-8131-0966-3